# چلین
چلین (به لهستانی:  Czelin) یک روستا در لهستان است که در گمینا میشکوویتسه واقع شده‌است. چلین ۴۲۰ نفر جمعیت دارد و ۱۱ متر بالاتر از سطح دریا واقع شده‌است.